# Erdbeben in Peru 2007
Das Peru-Erdbeben 2007 war ein sehr starkes Erdbeben, das sich am 15. August 2007 an der Küste des Andenstaates Peru in Südamerika ereignete. Das Erdbeben begann um 23:40:56 Uhr UTC (18:40:56 Uhr Ortszeit) und dauerte etwa zwei Minuten. Das Hypozentrum lag etwa 150 km südöstlich von Lima in einer Tiefe von 30 km. Mehr als 500 Personen wurden getötet und über 1.600 verletzt.
Durch den US Geological Survey wurde gemeldet, dass das Erdbeben auf der Momenten-Magnituden-Skala den Wert MW = 8,0 erreichte.

## Tsunamiwarnung
Aufgrund der Stärke der Erschütterungen war für Peru, Ecuador, Chile und Kolumbien eine Tsunamiwarnung ausgegeben worden. Auch für Panama, Costa Rica, Nicaragua, Guatemala, El Salvador, Mexiko und Honduras war eine solche Warnung veröffentlicht worden, die nach dem Eintreffen einer nur 25 Zentimeter hohen Welle an der Küste aufgehoben wurde.
Auch die Japan Meteorological Agency gab eine Warnung heraus, dass die japanische Insel Hokkaidō am Donnerstag, 16. August gegen 19.00 UTC von einer Flutwelle erreicht werden könne.

## Folgen

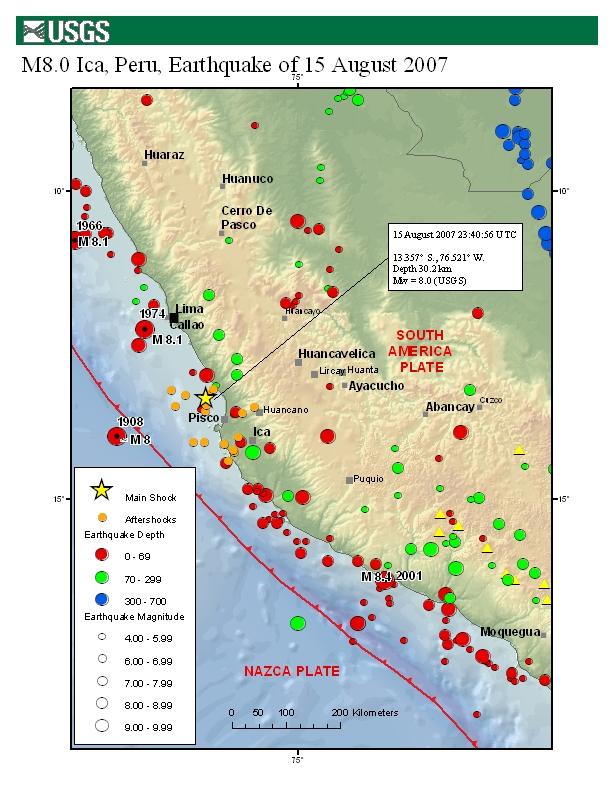
Epizentrum des Bebens, Nachbeben und andere Beben in der Region

Durch das Erdbeben wurden mehr als 510 Personen getötet und 1.600 verletzt.
Die Städte Ica, San Vicente de Cañete und Chincha Alta waren am meisten von dem Erdbeben betroffen, aber auch in Pucallpa, Iquitos, Contamana, Trujillo, Cajamarca und der Hauptstadt Lima wurden Schäden verzeichnet. In Ica wurden 17 Personen in einer Kirche getötet und über 70 erlitten Verletzungen, als diese einstürzte. Sie hatten an einer katholischen Messe anlässlich des Feiertages Mariä Himmelfahrt teilgenommen.
Die Stadt Pisco, etwa 260 km südöstlich von Lima gelegen, trug alleine mehr als zweihundert Tote zur Opferbilanz bei und wurde zu 80 Prozent zerstört. Insgesamt wurden durch das Erdbeben mehr als 85.000 Häuser zerstört.
Ein Nachbeben mit der Magnitude 5,8 ereignete sich um 19:02 Uhr Ortszeit und hatte sein Epizentrum 113 km nordöstlich von Chincha Alta. Ein weiteres Nachbeben hatte um 19:19 Uhr Ortszeit sein Epizentrum 48 km südsüdwestlich von Ica. Von den über 70 aufgezeichneten Nachbeben waren noch mindestens ein Dutzend weitere stärker als 5,0 auf der Magnitudenskala.
Durch eine Luftbrücke wurden aus Pisco vom dortigen Flughafen Verletzte nach Lima ausgeflogen, die in den örtlichen Krankenhäusern nicht behandeln werden konnten.

## Tektonischer Überblick
Das Hypozentrum des Bebens lag an einer Stelle, wo sich die Nazca-Platte unter die Südamerikanische Platte schiebt. Beide Platten bewegen sich mit jährlich 78 mm aufeinander zu. Die peruanische Küste ist deswegen regelmäßig von teils starken Erdbeben betroffen. Das Erdbeben vom 15. August 2007 ereignete sich fast an der gleichen Stelle wie zwei frühere starke Erdbeben, 1908 und 1974. Das stärkste Erdbeben in Peru ereignete sich 1868 und erreichte den Magnitudenwert 9. Damals war ein Tsunami verursacht worden, der entlang der südamerikanischen Pazifikküste Tausende tötete und auch auf Hawaii erhebliche Schäden verursachte.